# Scarabaeus anderseni
Scarabaeus anderseni là một loài bọ cánh cứng trong họ Bọ hung (Scarabaeidae).